# Атлетика на Медитеранским играма 2013 — бацање копља за жене
Бацање копља у женској конкуренцији на Медитеранским играма 2013 одржано је у турском граду Мерсину 28. јуна, на Атлетском стадиону Невин Јанит.
Учествовало је 7 такмичарки из 5 земаља. Због малог броја учесница није било квалификација него су све аутоматски учествовале у финалу.

## Земље учеснице
- Француска (1)
- Србија (1)
- Словенија (2)
- Шпанија (1)
- Турска (2)

## Сатница
Време (UTC+3).
| Датум        | Време | Ниво   |
| ------------ | ----- | ------ |
| 26. јун 2013 | 19:35 | Финале |

## Победнице
|                         |                       |                         |
| Мартина Ратеј Словенија | Татјана Јелача Србија | Нора Аида Бисет Шпанија |

## Резултати

### Финале
| Пл. | Атлетичарка          | Држава    | #1    | #2    | #3    | #4    | #5    | #6    | Резултат | Бел. |
| --- | -------------------- | --------- | ----- | ----- | ----- | ----- | ----- | ----- | -------- | ---- |
|     | Мартина Ратеј        | Словенија | 66,69 | 67,14 | 64,91 | 66,31 | x     | 66,17 | 67,14    |      |
|     | Татјана Јелача       | Србија    | x     | 65,95 | 64,67 | 61,92 | 65,52 | 66,16 | 66,16    |      |
|     | Nora Aída Bicet Juan | Шпанија   | 52,54 | 52,26 | 55,80 | 55,59 | 57,44 | 57,65 | 57,65    |      |
| 4   | Mathilde Andraud     | Француска | 52,20 | х     | х     | х     | х     | х     | 52,20    |      |
| 5   | Бериван Шакир        | Турска    | 45,54 | 49,35 | 49,70 | х     | х     | 49,70 | 49,70    |      |
| 6   | Ева Вивод            | Словенија | 46,72 | 48,56 | 49,44 | 46,66 | 48,83 | х     | 49,44    |      |
| 7   | Eda Tuğsuz           | Турска    | X     | 44,60 | X     | 44,37 | 47,82 | 48,87 | 48,87    |      |